# Delo (1948–1952)
Delo je bilo teoretsko glasilo Centralnega komiteja Komunistične partije Slovenije.
Glasilo je izhajalo med letoma 1948 in 1952. Urednik v letih 1948 in 1949 je bil Jože Potrč, ki je bil v naslednjih letih vse do ukinitva odgovorni urednik.